# ستيفن وليامز (متزلج على الثلوج)
ستيفن وليامز (بالإسبانية: Steven Williams)‏ هو متزلج على الثلوج أرجنتيني، ولد في 15 يناير 1988 في San Martín de los Andes ‏ في الأرجنتين.

## روابط خارجية
- ستيفن وليامز على موقع الاتحاد الدولي للتزلج (ركوب لوح الثلج) (الإنجليزية)
- ستيفن وليامز على موقع اللجنة الأولمبية الدولية (الإنجليزية)
- ستيفن وليامز على موقع أوليمبيديا (الإنجليزية)
- ستيفن وليامز على موقع اللجنة الأولمبية الأرجنتينية (الإسبانية)